# مجلة اللغويات الانجليزية
مجلة اللغويات الإنجليزية هي مجلة أكاديمية ربع سنوية يتم مراجعتها من قبل الأقران وتغطي مجال اللغويات . رئيسا التحرير هما بيتر غروند ( جامعة كانساس ) وألكسندرا دارسي ( جامعة فيكتوريا ). تم تأسيسها في 1967 وتنشرها إس ايه جي إي للنشر .

## الاستخلاص والفهرسة
المجلة مجردة وفهرسة على قاعدة بيانات Scopus، وقواعد بيانات EBSCO، وقواعد بيانات ProQuest، وفهرس الاستشهاد في العلوم الاجتماعية. وفقًا لتقارير تقارير الاقتباس من المجلات الاكاديمية، يقدر عامل التأثير للمجلة في عام 2017 بـ 0.609، مما يجعلها افي المرتبة 109 من أصل 181 مجلة في فئة «اللغويات».

## روابط خارجية
- الموقع الرسمي